# Аббі Лакев
Аббі Лакев (Гондер, Ефіопія) — ефіопська співачка. Виконує пісні амхарською та англійською мовами.

## Дискографія
Альбоми
- Manale (2007)
- Yene Habesha (2017)